# 街グルメをマジ探索!かまいまち
『街グルメをマジ探索!かまいまち』（まちグルメをマジたんさく かまいまち）は、フジテレビ系列で2021年から放送されているバラエティ番組。かまいたち（山内健司・濱家隆一）の冠番組。通称は「かまいまち」。
2024年4月18日からレギュラー化されて、毎週木曜日 20:00 - 21:00（JST）に放送されている。

## 概要
芸能人が1つの街を自ら探索し、その街にある「最高の店の最高の一品」をプレゼンする番組。番組名には「ひとつの"まち（街）"に徹底的に"かまい"まくる」という意味が込められている。プレゼンターは3人（パイロット版では2人）で、最後にかまいたちとゲストが話し合いで決定し、ゲストが優勝者を発表する。
優勝者には賞金10万円が贈呈される。
また、本番組のレギュラー化に伴い、かまいたちにとって初のゴールデンレギュラー冠MC番組（冠を付けない番組も含めればテレビ朝日系列で2021年秋季から2022年秋季まで放送された『ウラ撮れちゃいました』以来1年半ぶり）となり、加えて日曜20時台にレギュラー放送されている『千鳥の鬼レンチャン』と合わせてフジテレビ系列のゴールデン・プライムタイムで2つのレギュラー番組を持つことになる。
19時台の「ミュージックジェネレーション」のスペシャル放送、特番などの編成により休止することが多い。

## 出演者

### MC
- かまいたち（山内健司・濱家隆一）[1] - 番組内では審査員も務めているため、【MC・審査員】と表記している。

### 進行
- 上垣皓太朗（フジテレビアナウンサー、2024年8月29日 - ）

### ナレーション
- ゆりやんレトリィバァ（パイロット版）
- 渡辺菜生子（レギュラー版、2024年7月まで）
- 松元真一郎（レギュラー版、2024年8月29日 - ）

## 放送リスト
太字は勝者

### パイロット版
| 回 | 放送日   | ゲスト | ゲスト                                                      | ロケ地   |
| 回 | 放送日   | 審査員 | プレゼンター                                                | ロケ地   |
| -- | -------- | ------ | ----------------------------------------------------------- | -------- |
| 1  | 10月28日 | 杏     | 小倉優子 黒谷友香 ジャングルポケット フォーリンデブはっしー | 新大久保 |
| 1  | 10月28日 | 森泉   | 馬場ももこ 3時のヒロイン えなりかずき                       | 上野     |

| 回 | 放送日   | ゲスト       | ゲスト                       | ロケ地 |
| 回 | 放送日   | 審査員       | プレゼンター                 | ロケ地 |
| -- | -------- | ------------ | ---------------------------- | ------ |
| 2  | 01月30日 | ウエンツ瑛士 | 酒井美紀 中山忍 野呂佳代     | 下北沢 |
| 2  | 01月30日 | 白石麻衣     | 神田愛花 馬場典子 馬場ももこ | 浅草   |
| 3  | 05月28日 | 佐々木希     | 黒谷友香 馬場ももこ          | 中野   |

### レギュラー版

#### 2024年
| 回 | 放送日   | ゲスト                               | ゲスト                                                      | ロケ地           | 備考                     |
| 回 | 放送日   | 審査員                               | プレゼンター                                                | ロケ地           | 備考                     |
| -- | -------- | ------------------------------------ | ----------------------------------------------------------- | ---------------- | ------------------------ |
| 1  | 04月18日 | 篠原涼子                             | 剛力彩芽 松田元太（Travis Japan） 槙野智章                  | 赤羽             | 2時間SP（19:00 - 21:00） |
| 1  | 04月18日 | 高岡早紀                             | 松村沙友理 鈴木奈々 デヴィ夫人 森泉                         | 野毛             | 2時間SP（19:00 - 21:00） |
| 2  | 05月02日 | 芳根京子                             | 長野博（20th Century） 大倉士門 加藤綾菜                    | 浅草             | 2時間SP（19:00 - 21:00） |
| 2  | 05月02日 | 本仮屋ユイカ                         | 河合郁人 井上咲楽 丸山桂里奈                                | 蒲田             | 2時間SP（19:00 - 21:00） |
| 3  | 05月16日 | 松下奈緒                             | 神山智洋（WEST.） 黒谷友香 信子（ぱーてぃーちゃん）         | 群馬県高崎市     |                          |
| 4  | 05月23日 | 坂井真紀                             | U字工事 馬場裕之（ロバート） 馬場ももこ                     | 栃木県宇都宮市   | 2時間SP（20:00 - 21:54） |
| 4  | 05月23日 | ベッキー                             | 田中律子 ゆうちゃみ&ゆいちゃみ ジャンボたかお（レインボー） | 上野             | 2時間SP（20:00 - 21:54） |
| 5  | 05月30日 | 八嶋智人                             | 小倉優子 鬼越トマホーク 武井壮                              | さいたま市大宮区 |                          |
| 6  | 06月20日 | 藤原紀香                             | ノッチ（デンジャラス）・佐藤友美夫妻 柏木由紀 槙野智章      | 北千住           | 2時間SP（19:00 - 21:00） |
| 6  | 06月20日 | 勝村政信                             | 紅しょうが 彦摩呂 井上咲楽                                  | 阿佐ヶ谷         | 2時間SP（19:00 - 21:00） |
| 7  | 07月25日 | 堂本光一 （KinKi Kids）              | 松村沙友理 ネルソンズ エルフ デヴィ夫人 鈴木奈々            | 東京駅           | 2時間SP（19:00 - 21:00） |
| 8  | 08月29日 | 坂下千里子 みなみかわ 井上咲楽       | 坂下千里子 みなみかわ 井上咲楽                              | -                | 2時間SP（19:00 - 21:00） |
| 9  | 09月19日 | 井森美幸 みなみかわ 横澤夏子         | 井森美幸 みなみかわ 横澤夏子                                | -                | 2時間SP（19:00 - 21:00） |
| 10 | 10月24日 | 松本若菜 水田信二 若槻千夏           | 松本若菜 水田信二 若槻千夏                                  | -                | 2時間SP（19:00 - 21:00） |
| 11 | 11月07日 | 井森美幸 岡田紗佳 橋本直（銀シャリ） | 井森美幸 岡田紗佳 橋本直（銀シャリ）                        | -                | 2時間SP（19:00 - 21:00） |
| 12 | 12月19日 | 井森美幸 松下奈緒 水田信二           | 井森美幸 松下奈緒 水田信二                                  | -                | 2時間SP（19:00 - 21:00） |

#### 2025年
| 回 | 放送日   | ゲスト                                                           | ロケ地      | 備考                     |
| -- | -------- | ---------------------------------------------------------------- | ----------- | ------------------------ |
| 13 | 01月30日 | キンタロー。 白石麻衣 松村沙友理 ゆうちゃみ                      | 上野 五反田 | 2時間SP（20:00 - 21:54） |
| 14 | 02月20日 | 井上咲楽 河合郁人 ギャル曽根                                     | -           | 2時間SP（19:00 - 21:00） |
| 15 | 03月27日 | ギャル曽根 信子（ぱーてぃーちゃん） 和田まんじゅう（ネルソンズ） | -           | 2時間SP（19:00 - 21:00） |
| 16 | 04月17日 | 井森美幸 大谷映美里（=LOVE） 河井ゆずる（アインシュタイン）      | -           | 2時間SP（19:00 - 21:00） |
| 17 | 05月08日 | 信子（ぱーてぃーちゃん） 藤井流星（WEST.） 森泉                  | -           | 2時間SP（19:00 - 21:00） |
| 18 | 05月29日 | 井上咲楽 井森美幸 平子祐希（アルコ&ピース）                      | -           | 90分SP（19:00 - 20:30）  |
| 19 | 06月05日 | あんり（ぼる塾） 劇団ひとり SHELLY                               | -           | 90分SP（20:30 - 21:54）  |
| 20 | 06月19日 | 川西拓実（JO1） ギャル曽根 津田篤宏（ダイアン）                  | -           | 2時間SP（20:00 - 21:54） |
| 21 | 07月24日 | 井森美幸 髙地優吾（SixTONES） ツートライブ                       | -           | 2時間SP（19:00 - 21:00） |
| 22 | 08月07日 | 田中卓志（アンガールズ） 福本莉子 辺見えみり                     | -           | 2時間SP（19:00 - 21:00） |

## ネット局
| 放送対象地域  | 放送局                    | 系列                                         | 放送時間           | ネット状況                   |
| ------------- | ------------------------- | -------------------------------------------- | ------------------ | ---------------------------- |
| 関東広域圏    | フジテレビ（CX）          | フジテレビ系列                               | 木曜 20:00 - 21:00 | 【制作局】                   |
| 岩手県        | 岩手めんこいテレビ（mit） | フジテレビ系列                               | 木曜 20:00 - 21:00 | 同時フルネット               |
| 秋田県        | 秋田テレビ（AKT）         | フジテレビ系列                               | 木曜 20:00 - 21:00 | 同時フルネット               |
| 鳥取県 島根県 | さんいん中央テレビ（TSK） | フジテレビ系列                               | 木曜 20:00 - 21:00 | 同時フルネット               |
| 岡山県 香川県 | 岡山放送（OHK）           | フジテレビ系列                               | 木曜 20:00 - 21:00 | 同時フルネット               |
| 佐賀県        | サガテレビ（STS）         | フジテレビ系列                               | 木曜 20:00 - 21:00 | 同時フルネット               |
| 鹿児島県      | 鹿児島テレビ（KTS）       | フジテレビ系列                               | 木曜 20:00 - 21:00 | 同時フルネット               |
| 大分県        | テレビ大分（TOS）         | 日本テレビ系列 フジテレビ系列                | 木曜 20:00 - 21:00 | 同時フルネット               |
| 北海道        | 北海道文化放送（uhb）     | フジテレビ系列                               | 木曜 20:00 - 20:54 | 同時ネット （20:54飛び降り） |
| 宮城県        | 仙台放送（OX）            | フジテレビ系列                               | 木曜 20:00 - 20:54 | 同時ネット （20:54飛び降り） |
| 山形県        | さくらんぼテレビ（SAY）   | フジテレビ系列                               | 木曜 20:00 - 20:54 | 同時ネット （20:54飛び降り） |
| 福島県        | 福島テレビ（FTV）         | フジテレビ系列                               | 木曜 20:00 - 20:54 | 同時ネット （20:54飛び降り） |
| 新潟県        | NST新潟総合テレビ（NST）  | フジテレビ系列                               | 木曜 20:00 - 20:54 | 同時ネット （20:54飛び降り） |
| 長野県        | 長野放送（NBS）           | フジテレビ系列                               | 木曜 20:00 - 20:54 | 同時ネット （20:54飛び降り） |
| 静岡県        | テレビ静岡（SUT）         | フジテレビ系列                               | 木曜 20:00 - 20:54 | 同時ネット （20:54飛び降り） |
| 富山県        | 富山テレビ（BBT）         | フジテレビ系列                               | 木曜 20:00 - 20:54 | 同時ネット （20:54飛び降り） |
| 石川県        | 石川テレビ（ITC）         | フジテレビ系列                               | 木曜 20:00 - 20:54 | 同時ネット （20:54飛び降り） |
| 福井県        | 福井テレビ（FTB）         | フジテレビ系列                               | 木曜 20:00 - 20:54 | 同時ネット （20:54飛び降り） |
| 中京広域圏    | 東海テレビ（THK）         | フジテレビ系列                               | 木曜 20:00 - 20:54 | 同時ネット （20:54飛び降り） |
| 近畿広域圏    | 関西テレビ（KTV）         | フジテレビ系列                               | 木曜 20:00 - 20:54 | 同時ネット （20:54飛び降り） |
| 広島県        | テレビ新広島（tss）       | フジテレビ系列                               | 木曜 20:00 - 20:54 | 同時ネット （20:54飛び降り） |
| 愛媛県        | テレビ愛媛（EBC）         | フジテレビ系列                               | 木曜 20:00 - 20:54 | 同時ネット （20:54飛び降り） |
| 高知県        | 高知さんさんテレビ（KSS） | フジテレビ系列                               | 木曜 20:00 - 20:54 | 同時ネット （20:54飛び降り） |
| 福岡県        | テレビ西日本（TNC）       | フジテレビ系列                               | 木曜 20:00 - 20:54 | 同時ネット （20:54飛び降り） |
| 長崎県        | テレビ長崎（KTN）         | フジテレビ系列                               | 木曜 20:00 - 20:54 | 同時ネット （20:54飛び降り） |
| 熊本県        | テレビくまもと（TKU）     | フジテレビ系列                               | 木曜 20:00 - 20:54 | 同時ネット （20:54飛び降り） |
| 沖縄県        | 沖縄テレビ（OTV）         | フジテレビ系列                               | 木曜 20:00 - 20:54 | 同時ネット （20:54飛び降り） |
| 宮崎県        | テレビ宮崎（UMK）         | フジテレビ系列 日本テレビ系列 テレビ朝日系列 | 木曜 20:00 - 20:54 | 同時ネット （20:54飛び降り） |
| 青森県        | 青森朝日放送（ABA）       | テレビ朝日系列                               | 不定期放送         | 遅れネット                   |

番組末尾の20:54 - 21:00はローカルセールス枠のため、フジテレビ以外の通常時フルネット局でも臨時に末尾6分除く同時ネットとなる場合がある一方、末尾6分除く同時ネット局でも各局の編成によっては臨時フルネットで放送する場合がある。

## スタッフ

### レギュラー
- 企画：玉野鼓太郎（フジテレビ・2024年8月29日 - 、以前は演出）
- 構成：西村隆志、鈴木功治、森下知哉（西村・鈴木→2024年8月29日 - ）
- TP：山本真吾
- CAM：真野昇太、村上信介、大島康生【週替り】
- AUD：増田翔、石渡啓太【週替り】
- 照明：二戸智寛、宗像徹馬【週替り】
- VE︰高山昌樹（2025年1月30日 - ）
- 美術プロデューサー：林政之
- メイク：1214、スリーピース、山田かつら【週替り】
- 美術協力：フジアール
- イラスト：宮田裕助・吉﨑育美（バナナグローブスタジオ）【毎週】、リトルベア、グレートインターナショナル【週替り】
- 編集：松村佳明、池田澪【週替り】
- MA：馬ノ段晴人
- 音響効果：星裕介
- 技術協力：fmt、GLink Studio（GLin→2025年5月8日 - ）
- 協力︰東京オフラインセンター（2024年9月19日 - ）
- 編成：福山晋司（フジテレビ）
- 営業：高田和典（フジテレビ）
- 広報：牧野洋平（フジテレビ）
- リサーチ：とちももこ（パイロット版は構成）、テソロ、藤田洋一【週替り】
- TK：山口奈保美
- AD：長岡優太、松井陸、鶴田梨奈、西口はづき、濱田凛帆、吉原詩織、野中雄矢、武智柊人、藤田野乃子、小林由征、井戸田絵理加、倉重睦【週替り】（鶴田・西口・吉原・野中・藤田・小林・井戸田→レギュラー版）
- AP：對馬美沙子、北瞳美、石井菜摘、福井みゆ、富山沙耶（福井・富山→レギュラー版）
- ディレクター：水上雄一朗(郎)、佐藤一輝、橋本悠希、中西正太、須田昌夫、荻原卓也、白石宗之、辻井孝之、川崎敬、本橋宏之、柴田真嗣、田村雄哉、米田唯一・堤啓太（フジテレビ）、一丸大輔、桐山育恵、小久保麻里、中村雅行、川端洋輔、新垣博章、岡部知穂、鈴木往雄、松本凌、節田紗菜、角田雅俊、星啓大、伊差川竜也、塚本智久、山口大輔、濱野圭佑、岩下英生、白岩大輔、見崎陽亮【週替り】（橋本〜須貝→レギュラー版、荻原→以前はAD、白石〜見崎→レギュラー版）
- チーフディレクター：林千恵子、亀山剛志、田中友洋、茂垣孝宏（亀山〜茂垣→レギュラー版）
- プロデューサー：大泉正太（ファウンテン）、古賀太隆（D:COMPLEX）、中垣佐知子（ファウンテン）、梶山智未、鈴木浩史、信澤夢乃（信澤→2024年8月29日 - ） / 和田健（フジテレビ）（中垣・鈴木〜信澤→レギュラー版）
- 総合演出：疋田雅一（2024年8月29日 - ）
- チーフプロデューサー：松本祐紀（フジテレビ）
- 制作協力：ファウンテン、D:COMPLEX、HIHO-TV（D:・HIH→レギュラー版）
- 制作：フジテレビスタジオ戦略本部第3スタジオ（以前は編成制作局バラエティ制作センター→編成総局バラエティ制作局バラエティ制作センター）
- 制作著作：フジテレビ

#### 過去のスタッフ
- 構成：酒井健作、北本かつら、キシ
- 編集：野殿宗一郎、四ノ宮正一
- MA：足達健太郎、水野学、近藤宏紀
- 音響効果：高津浩史
- 技術協力︰Eno STUDIO、casinodrive、IMAGICA Lab.（IMAG→2024年8月29日 - ）
- 編成：木月洋介・日髙峻（フジテレビ）
- 広報：斎田悠（フジテレビ）
- AP︰桑田紗希、杉野葉優
- チーフディレクター：住田崇
- プロデューサー︰尾形征輝・吉川知仁・京田宣良（バンエイト、京田→2024年8月29日 - 、以前はチーフディレクター） / 上原拓真・荒木勲（フジテレビ）
- 制作協力：バンエイト

### パイロット版
第3回（2022年5月28日放送）
- 企画・演出：玉野鼓太郎
- 構成：酒井健作、北本かつら、勝木友香、森下知哉、キシ、とちももこ
- TP：山本真吾（パイロット版第2回以降）
- CAM：真野昇太
- AUD：小玉秀人（パイロット版第2回以降）
- VE：高山昌樹（パイロット版第2回以降）
- 照明：渡辺啓史（パイロット版第2回以降）
- 編集：大島洋介（パイロット版第2回以降）
- MA：足達健太郎
- 音響効果：多田思央美
- 技術協力：fmt、Eno STUDIO、casinodrive
- 協力：MAPPLE
- 写真協力：PIXTA
- メイク：1214
- TK：髙木美紀
- アシスタントディレクター：荻原卓也、藤田剛、高橋亜美、小山菜々子、松本澪奈、田平優舞（荻原・藤田→パイロット版第1回以降、高橋・小山→パイロット版第2回以降）
- アシスタントプロデューサー：對馬未沙子
- ディレクター：佐藤一輝、水上雄一朗、斉藤思優、山下達也
- チーフディレクター：住田崇、林千恵子
- プロデューサー：大泉正太、古賀太隆、梶山智未
- チーフプロデューサー：松本祐紀
- 制作協力：ファウンテン
- 制作：フジテレビ編成制作局制作センター第二制作室
- 制作著作：フジテレビ

#### 過去のスタッフ
- AUD：西森公二（パイロット版第1回）
- 照明：黒井宏行（パイロット版第1回）
- 編集：斉藤禎丈（パイロット版第1回）
- 営業：稲葉直人（パイロット版第1回）
- 広報：飯泉英一郎（パイロット版第1回）、門脇寛至（パイロット版第2回）
- ロゴデザイン：宮田裕助・吉崎有美（共にバナナグローブスタジオ）
- アシスタントディレクター
  - （パイロット版第1・2回）金田知砂
  - （パイロット版第1回）吉川和泉、安藤優海
- アシスタントプロデューサー：山口ななえ、古田早絵、古井絵里子
- ディレクター：本橋宏之、中西正太、白石宗之、伊豫直哉、渡辺康史、亀池晃弘、高橋洋平
- プロデューサー：森本有紀子（パイロット版第1回ではP、第2回ではAP）、鯉江舞

## 関連番組
- ちびまる子ちゃん - 同局で毎週日曜日の18:00から放送しているテレビアニメ。テーマ曲に使われている『ゆめいっぱい』は、1990年1月から1992年9月の間オープニングとして使われていたほか、レギュラー版から務めるナレーションの渡辺がたまちゃんの声を担当している。MCのかまいたち自身も2021年8月8日の放送にてゲスト声優として出演経験がある。

- イタズラジャーニー  - 同局で毎週土曜日の18:30から放送されていた旅バラエティ番組。MCのかまいたちと一部のスタッフが参加している。